# 西原篤夫
西原 篤夫（にしはら あつお、1945年1月9日 - ）は、日本の大蔵官僚。
国際復興開発銀行理事、東京証券取引所常務理事、東京証券取引所常務、造幣局理事長などを務めた。
妻は吉瀬維哉の長女。福岡県大牟田市出身（父母も福岡県）。血液型はA型。

## 略歴
1963年3月：東京都立日比谷高等学校卒業。1967年3月：東京大学法学部卒業。
1967年4月：大蔵省入省（国有財産局総務課）。1968年6月15日：主税局国際租税課。
1969年4月：主税局付（ハンブルク大学留学）。1971年7月：主税局税制第二課調査係長。
1972年7月：大月税務署長。1973年7月：銀行局金融制度調査官付課長補佐（金融制度調査会資料）。
1975年7月：銀行局特別金融課長補佐。1977年7月：理財局資金第二課長補佐。
1979年7月：主計局主計官補佐（労働第一、二係主査）。1981年7月：大阪国税局調査部長。
1983年6月：大臣官房企画官 兼 理財局総務課 兼 理財局国債課。1984年6月：理財局付（外務研修）。
1985年6月：外務省在ドイツ連邦日本大使館参事官。1988年6月：国際金融局国際資本課長。
1989年6月：国際金融局国際機構課長。1990年7月：国際金融局為替資金課長。
1991年6月：国際金融局総務課長。1992年7月14日：海外経済協力基金総務部長。
1994年7月14日：大臣官房審議官（関税局担当）。1995年5月22日：大臣官房付。
1995年6月1日：国際復興開発銀行理事。1998年6月15日：退官。
1998年6月：電源開発取締役。2001年6月：東京証券取引所常務理事。
2001年11月1日：東京証券取引所常務取締役（国際業務統括、特命事項担当委嘱）。
2002年6月：東京証券取引所常務。2003年4月1日：造幣局理事長。
2008年7月18日：退官。

## 人物
大蔵省勤務での思い出として、ドイツとの関係を上げている。主税局調査課調査係長時代、3か月間西独の税務執行調査に出張。ロンメル元帥長男であるマンフレート・ロンメルシュトゥットガルト市長に大歓迎されたという。